# United States Army Center of Military History
Le United States Army Center of Military History (CMH ou ACMH) est une direction au sein du Office of the Administrative Assistant to the Secretary of the Army (en). Le centre est responsable des archives militaires de l’United States Army, de leur utilisation et de la publication de travaux historiques en rapport avec ces dernières. Les travaux du CMH concernent l’histoire de l’US Army aussi bien en temps de guerre qu’en temps de paix. Il a aussi pour rôle de conseiller le personnel d'armée en matières historiques. Le CMH est la principale organisation chargée du Army Historical Program (en).

## Mission et organisation

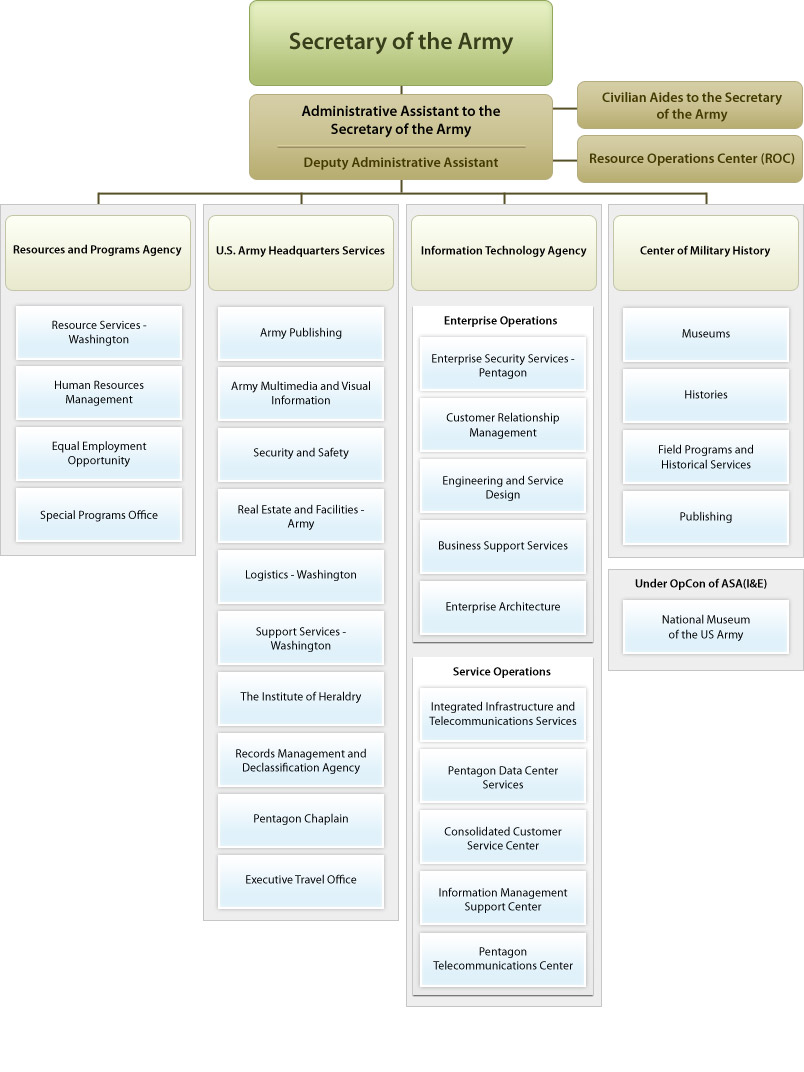
L'organigramme de l'OAA, et de ses unités subordonnées, y compris l'US Army Center of Military History.